# Frasdorf
Frasdorf è un comune tedesco di 2 966 abitanti, situato nel land della Baviera.